# ヤハラリカ
ヤハラ リカ（やはら りか、1984年8月10日 - ）は、東京都出身のモデル、女優、タレント、MC、写真家。本名、矢原 里夏。元スペースクラフト所属、元ケイダッシュ所属を経て独立、個人事務所。日本ハンドボール協会 広報委員会委員、日本ハンドボール協会公認 ビーチハンドボールアンバサダー、世界ゆるスポーツ協会アンバサダー。

## 来歴
2009年、学研発刊雑誌『FYTTE』が創刊20周年を記念して行った第1回専属モデルオーディション（応募総数2862通、最終選考19名）にてFYTTE未来賞を受賞、FYTTE初の専属モデルとしてデビュー。モデルとして多数の広告・TV-CMなどに出演するとともに、リポーター、MC、女優、ラジオパーソナリティ、コラムニストなど幅広い分野で活動（後述）。
ハンドボール・公式アンバサダーを務めるビーチハンドボール（後述）、ファンランナーとして砂漠マラソンにも出走するランニング（後述）、登山（後述）、スキューバダイビングなどの特技だけでなく、2017年には日本初開催となった世界最高峰の障害物レース「リーボック スパルタンレース」を完走、スポーツクライミング、ヨガ、スノーボード、スノーシュー、チュービング、ダウンヒルマウンテンバイク、キックボクシング、パルクール、ラフティング、キャニオニング、サーファサイズ、パラグライダー など様々なスポーツ・アクティビティに挑戦を続けておりマイナースポーツへの造詣も深い。サロモンブランドアンバサダー 。
学歴：大妻女子大学人間関係学部人間関係学科社会心理学専攻
趣味：ダンス・旅・写真
特技：歌・スキューバダイビング（レスキュー・ダイバー取得）

### ハンドボール・ビーチハンドボール
- ハンドボール

佼成学園女子高等学校ハンドボール部出身。高校時代全国大会３年連続出場、東京都代表・関東代表に選抜され海外遠征も経験。ポジションはゴールキーパー。愛称「DAN」は、高校時代の部活のコートネームに由来している。
- ビーチハンドボール

全日本選手権優勝→2022年Thetis東京、準優勝→2020年Thetis東京、3位入賞→2021年Thetis東京・2019年東海Weeds!。
ビーチハンドボール日本代表女子候補、日本ハンドボール協会 ビーチハンドボールアンバサダー。日本人で初めてポルトガル・ナザレの国際大会「Nazaré Dreams Arena 1000」に選手として出場するなど海外にも活動の場を広げている。

### マラソン・ファンラン
2011年、FYTTEの企画で東京マラソンのフルマラソンにエントリー、マラソンに興味を持つ。「ランニングは優劣がつかない楽しいスポーツ」「ロードランナーが参加しないようなレースで、ファンランの究極の姿を体現しよう」 との思いから砂漠マラソンに挑戦を決意。
2017年4月、モロッコ南部のサハラ砂漠で開催された第32回サハラマラソンに挑戦し、7日間かけて約250kmのウルトラマラソンを完走した（サハラマラソン完走）。
サロモンアンバサダーに就任 し、2019年4月、ナミビア共和国で開催された「ナミブ砂漠マラソン（Namib Race/250km/7日間）」も完走、平成から令和への改元の瞬間を砂漠マラソン中に迎えたことでも話題になった。
2019年10月、チリ共和国で開催された「アタカマ砂漠マラソン（Atacama Crossing/250km/7日間）」を完走、南極マラソン(The Last Desert)出場権を獲得した。
南極マラソン出場を目指し砂漠マラソンに取り組んでいる。
⽇本ランニング協会認定講師、⽇本ランニング協会認定かけっこアドバイザー。
フルマラソン出場歴
- 2011年
  - 東京マラソン（フルマラソン完走[34]）
- 2012年
  - 名古屋ウィメンズマラソン（フルマラソン完走[40]）
  - ちばアクアラインマラソン（フルマラソン完走[41]）
- 2013年/大阪マラソン（フルマラソン完走[42]）
- 2014年/東京マラソン（フルマラソン完走[43]）
- 2015年/湘南国際マラソン（フルマラソン完走[44]）
- 2018年/名古屋ウィメンズマラソン（フルマラソン完走[45][46] ）
- 2019年/名古屋ウィメンズマラソン（フルマラソン完走[47] ）
- 2022年/第50回記念大会ホノルルマラソン2022（フルマラソン完走[48] ）

### 登山
2021年8月グライエ・アルプスの最高峰グラン・パラディーゾ（標高4061m）の登頂に成功。

### 写真家
- FYTTEやハンドボールなどコラム掲載写真を自身で撮影するのみならず、 GoProのサポートで、砂漠マラソン中撮影の写真による写真展個展『The Wind of Namib Desert 〜ヤハラサハラ2〜』『The Light of Atacama Desert 〜ヤハラサハラ3〜』を行っている[50]。

### ボランティア
- マンハッタンポーテージのサポートで、砂漠マラソン出走時、素晴らしい体験のお礼に、滞在国で、現地ハンドボール協会への善意のハンドボールの寄贈や日本人学校での無償かけっこ教室や講演などを行うボランティアに取り組んでいる[51]。
- Women's Wellness Action from Shibuya にサポーターとして参加している[52][53]。

## 出演

### 雑誌
- 学研 FYTTE 専属モデル（第1回学研「FYTTE」専属モデルオーディションFYTTE未来賞　受賞[6][7]）
  - 連載：FYTTEランニング部（部長）
  - 連載：矢原里夏のキレイスコープ
- カーヴィーダンス
- スポーツイベント『ハンドボール』
  - 連載：「ヤハラリカの“ちょっとT.O.!」[54]。

### テレビ
- NHK-BS「スポーツイノベーション/ハンドボール篇」
- J SPORTS
  - 「BOOMER」レギュラーリポーター
  - 「日本ハンドボールリーグ プレーオフ中継」フロアリポーター
  - 「ハンドボールジャパンカップ」
  - 「au SPEED STARS スピードクライミングカップ」
  - 「IFSC スポーツクライミング ナビ」
  - 「ハンドボールナビ」
  - 「レッドブルフルーグタグ」生放送実況解説
- AbemaTV「Wings For Life WORLD RUN」
- LaLa TV「東京女神コレクション」
- J:COM「マチ刑事」

### ドラマ
- きょうは会社休みます。（日本テレビ） - CEO秘書役
- DOPE 麻薬取締部特捜課 第1話（2025年7月4日、TBS） - イベント司会者 役

### ラジオ
- GOLD RUSH （J-WAVE）内 BUZZ TOWN -レギュラーリポーター（BUZZ HUNTER3号[55]）
- Lovely Day♡（FMヨコハマ）内 横浜沸騰! F・マリノスファミリー -ヤハラリカ[56] 応援リポーター（横浜F・マリノス公式サイト ニュース 2018年3月15日[57]）

### CM
- NTT東日本「フレッツ光」（2009年）
- au「きみまろケータイ」（2011年） - 綾小路きみまろと共演
- エースコック 「スープはるさめ」 （2011年） - 加藤ローサと共演
- Reebok「TAIKAN」（2011年）
- MARUKO「マルコのわたし」（2011年）
- JINRO「JINROマッコリ」（2012年-）
- 大鵬薬品「ソルマック」（2012年-） - 中村猿之助と共演
- TJS（2013年）
- ECC総合教育機関「ECCジュニア ホームティーチャー募集」（2014年）
- カーベル（2015年） -  SHELLYと共演
- かっぱ寿司「あなたのおいしい唄」（2015年）
- 買取タマ（2015年）
- Panasonic「エンターテインメントを食卓に。－ RELIFE STUDIO FUTAKO」（2019年）[58]
- 内閣府「法人設立ワンストップサービス」（2019年）[59]
- SPIC Lypo-C「VITAMIN C MAGIC」（2020年）[60]

### 広告
- LUX「Born to Shine」
- KDDI「au WALLET Market」
- 学研ゼミ
- えがおの黒酢
- オージービーフ （2011年）
- 東芝テック （2011年）
- 伊藤超短波 （2012年）イメージキャラクター
- 住友生命「Small Story Film」（2014年）
- Microsoft Surface「On the Go #1〜あるキャリアウーマンの1日」（2014年）
- Corona「This is living」（2018年）
- UNIQLO SUW x Google Nest「家トレを、もっと気軽に、もっと楽しく」（2021年）
- OAKLEY「FOCUS ON YOUR PASSION／自分らしく毎日を過ごす。」（2022年）

### 舞台
- 中村龍史プロデュース『CHANCE』
- 劇団空感エンジン『Juliet』（2013年5月8日-13日、エアースタジオ）